# زبیگنیف استرئی
زبیگنیف استرئی (لهستانی: Zbigniew Stryj؛ زادهٔ ۲ ژانویهٔ ۱۹۶۸) بازیگر اهل لهستان است.
از فیلم‌ها یا مجموعه‌های تلویزیونی که وی در آن‌ها نقش داشته‌است، می‌توان به یوما، مفقودشدگان، خون از خون، ژنرال نیل، کربلا، نشانه‌ها، راه‌های آزادی، قانون حقیقی، هتل ۵۲، در خیابان سپولنی، ع چون عشق و در خوشی و سختی اشاره نمود.